# Manfred Heinrich Kuhbier
Manfred Heinrich Kuhbier (1934) es un botánico alemán, que se desarrolló académicamente en el Jardín Botánico de Bremen.
Desde 1959, es Jefe del departamento de botánica en la Museo Übersee de Bremen.
Ha expedicionado a Centroamérica (Costa Rica, Nicaragua) Europa (Alemania, España).

## Honores

### Epónimos
- (Asteraceae) Senecio kuhbieri Cuatrec.[4]

- La abreviatura «Kuhbier» se emplea para indicar a Manfred Heinrich Kuhbier como autoridad en la descripción y clasificación científica de los vegetales.[5]